# Phytoecia
Phytoecia är ett släkte av skalbaggar som beskrevs av Pierre François Marie Auguste Dejean 1835. Phytoecia ingår i familjen långhorningar.

## Bildgalleri

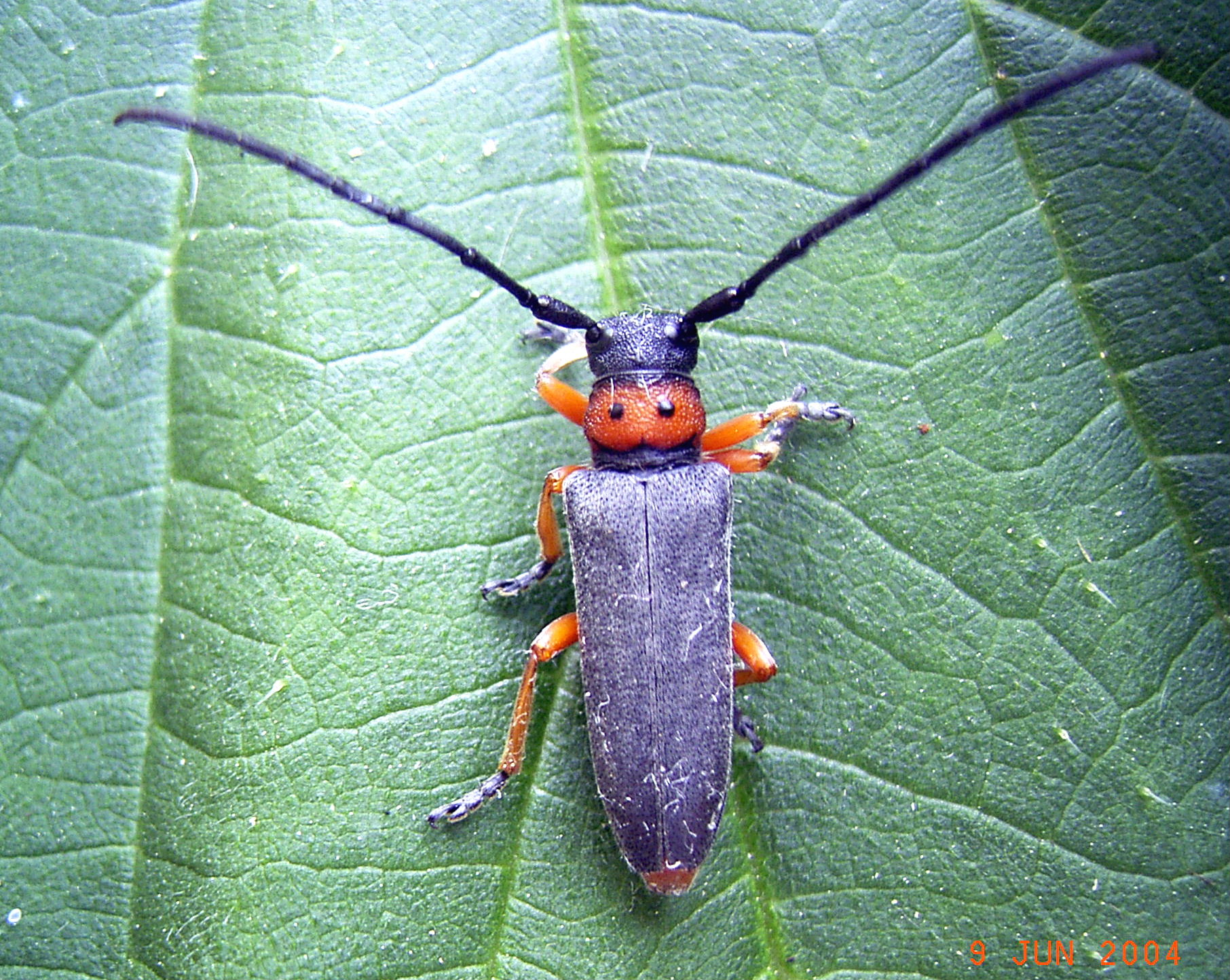

## Dottertaxa tillPhytoecia, i alfabetisk ordning[1][2]
- Phytoecia acridula
- Phytoecia adusta
- Phytoecia aenigmatica
- Phytoecia affinis
- Phytoecia akbesiana
- Phytoecia albosuturalis
- Phytoecia algirica
- Phytoecia analis
- Phytoecia anatolica
- Phytoecia annulicornis
- Phytoecia annulipes
- Phytoecia approximata
- Phytoecia aterrima
- Phytoecia atripennis
- Phytoecia atripes
- Phytoecia atrohumeralis
- Phytoecia balcanica
- Phytoecia bangi
- Phytoecia basilewskyi
- Phytoecia behen
- Phytoecia bodemeyeri
- Phytoecia bruneicollis
- Phytoecia caerulea
- Phytoecia centaureae
- Phytoecia coeruleipennis
- Phytoecia coeruleomicans
- Phytoecia coerulescens
- Phytoecia croceipes
- Phytoecia cylindrica
- Phytoecia dantchenkoi
- Phytoecia erivanica
- Phytoecia erythrocnema
- Phytoecia ferrea
- Phytoecia flavipes
- Phytoecia fuscolateralis
- Phytoecia gaubilii
- Phytoecia geniculata
- Phytoecia griseola
- Phytoecia guilleti
- Phytoecia haroldii
- Phytoecia icterica
- Phytoecia kabateki
- Phytoecia katarinae
- Phytoecia kolbei
- Phytoecia kukunorensis
- Phytoecia lahoulensis
- Phytoecia luteovittigera
- Phytoecia manicata
- Phytoecia marki
- Phytoecia merkli
- Phytoecia mesopotamica
- Phytoecia modesta
- Phytoecia mongolorum
- Phytoecia nausicae
- Phytoecia nepheloides
- Phytoecia nigricornis
- Phytoecia nigriventris
- Phytoecia nigrohumeralis
- Phytoecia parvula
- Phytoecia pauliraputii
- Phytoecia pici
- Phytoecia pseudafricana
- Phytoecia pseudosomereni
- Phytoecia pubescens
- Phytoecia punctipennis
- Phytoecia pustulata
- Phytoecia rabatensis
- Phytoecia rufipes
- Phytoecia rufiventris
- Phytoecia rufovittipennis
- Phytoecia salvicola
- Phytoecia sareptana
- Phytoecia sikkimensis
- Phytoecia somereni
- Phytoecia stenostoloides
- Phytoecia subannularis
- Phytoecia suvorowi
- Phytoecia sylvatica
- Phytoecia testaceolimbata
- Phytoecia testaceovittata
- Phytoecia truncatipennis
- Phytoecia waltli
- Phytoecia vaulogeri
- Phytoecia virgula